# Pandanus tectorius
Pandanus tectorius ist eine Pflanzenart aus der Gattung der Schraubenbäume (Pandanus) in der Familie der Schraubenbaumgewächse (Pandanaceae). Die Erstbeschreibung von Sydney C. Parkinson wurde 1773 veröffentlicht. Ein Synonym von unzähligen ist Pandanus veitchii.
Die Art ist auf den tropischen Inseln des Pazifik weit verbreitet, unter anderem ist sie die einzige Art der formenreichen Gattung Pandanus, die in Hawaii als einheimisch gilt. In Hawaii wird der Baum pū hala genannt.

## Beschreibung
Pandanus tectorius ist ein immergrüner Baum, der einen bis etwa 6 Meter, manchmal auch bis 10 Meter hohen Stamm ausbildet. Er entwickelt eine weit ausladende Krone mit einem Durchmesser von etwa 5 bis 12 Metern. Er bildet Stelzwurzeln aus, mit denen er seine Standfestigkeit erhöht. 
Die linealischen und schwertförmigen, schraubig angeordneten Laubblätter sind 90–150 cm lang und 5–7 cm breit. Die Blätter sind scharfrandig sowie am Rand mit Dornen bewehrt. Es gibt aber auch Zuchtformen ohne Dornbewehrung.
Pandanus tectorius ist zweihäusig (diözisch). An männlichen Bäumen werden an cremeweißen, großen Hochblättern Trauben mit einer Vielzahl kleiner, duftender männlicher Blüten gebildet. An weiblichen Bäumen bilden sich 20 bis 30 cm große ananasähnliche und orange-rote Fruchtverbände; genauer Steinfruchtverbände, denn sie sind zusammengesetzt aus mehrsamigen und keilförmigen, facettierten einzelnen Steinfrüchten und diese sind essbar. 
Auch beim Stammholz gibt es Unterschiede zwischen männlichen und weiblichen Exemplaren: Männliche Exemplare besitzen über den gesamten Querschnitt ein hartes, verholztes Gewebe; bei weiblichen Stämmen sind nur die äußeren Bereiche hart verholzt, während das Zentrum weich und faserig ist. Nach Entfernen dieser weichen Teile wurden diese Stämme früher als Wasserrohre verwendet.
Die Chromosomenzahl beträgt 2n = 60 oder 70.

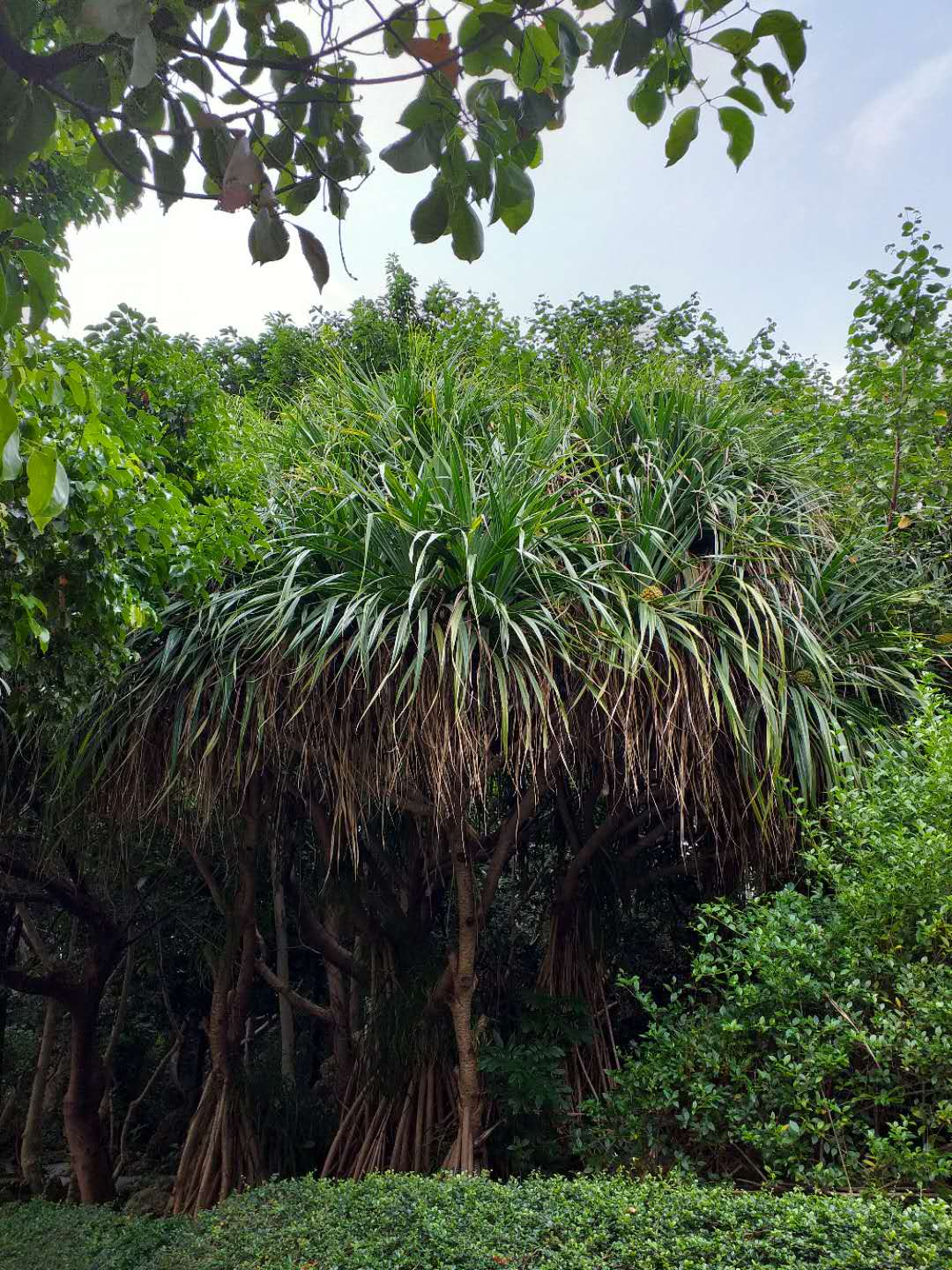
Pandanus tectorius
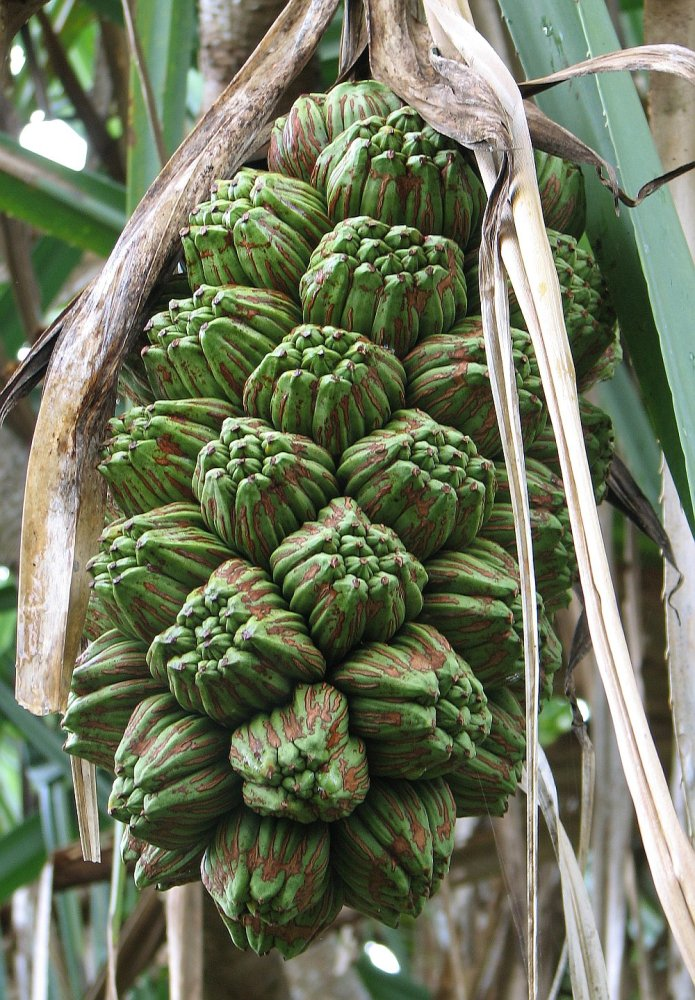
Unreifer Fruchtverband
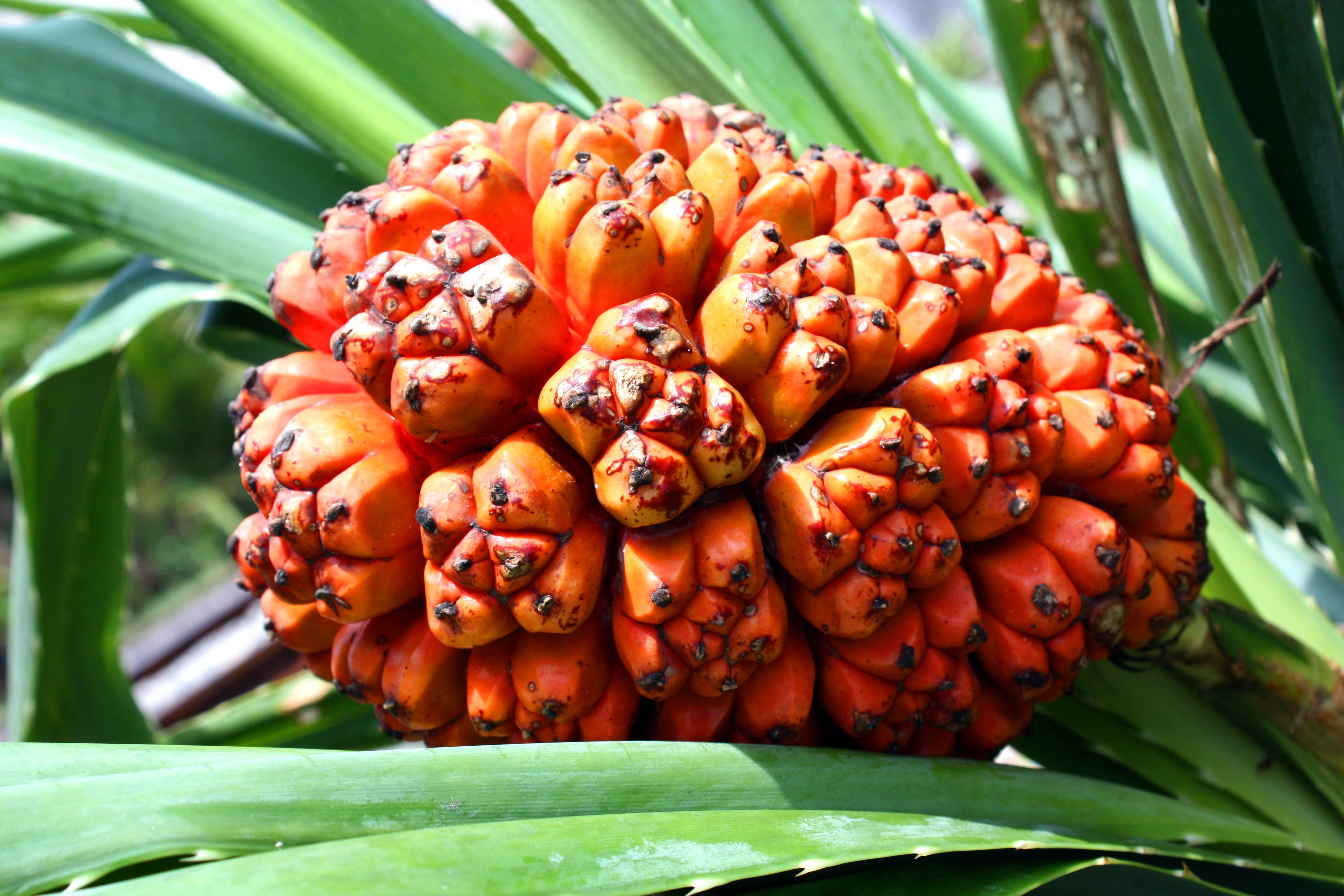
Reifer Fruchtverband

## Verbreitung
Die Heimat von Pandanus tectorius erstreckt sich von Nordaustralien und Indonesien über weite Teile der Inselwelt des Pazifik bis nach Hawaii. Das ursprüngliche Verbreitungsgebiet ist nicht bekannt; es wird vermutet, dass die Polynesier die Art als Kulturpflanze verbreitet haben. Man nimmt an, dass das ursprüngliche Verbreitungsgebiet zwischen den Philippinen und den Inseln im Pazifik liegt.
Heute ist die Art auch in anderen Teilen der Welt in Kultur, etwa in Indien, Sri Lanka, Myanmar und auf den Philippinen.

## Nutzung

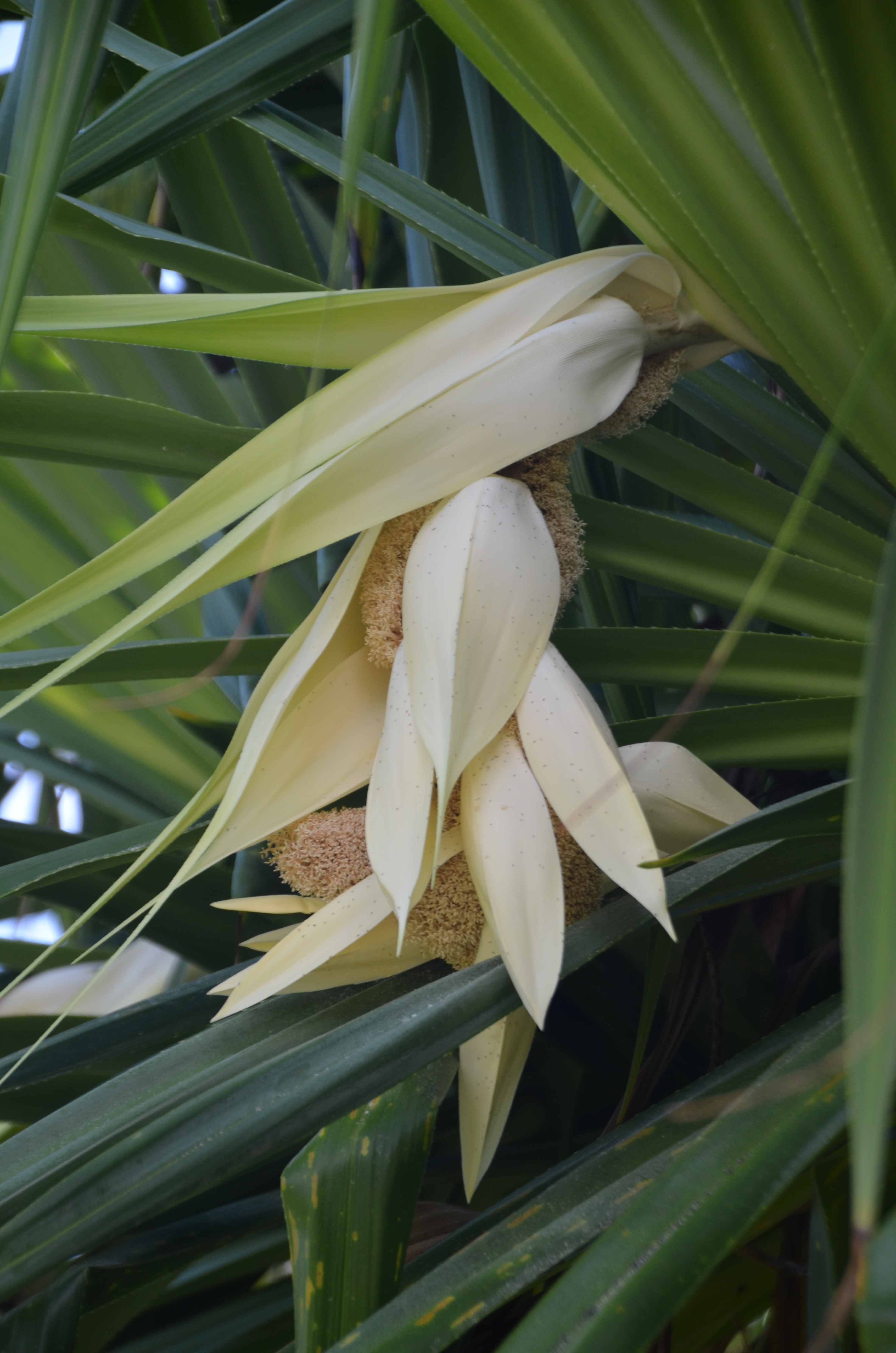
Männliche Blüte

In Hawaiʻi wird die männliche Blüte hīnano genannt, aus deren Deckblättern sehr feine Matten hergestellt werden (moena hīnano oder ʻahu hīnano).
Die Blätter werden einigen Gerichten wie Kaya als Gewürz beigegeben; sie sollen auch medizinisch wirksam sein.
Die Blätter wurden früher unter anderem zur Dachabdeckung verwendet; heute werden sie noch zu verschiedenem Flechtwerk verarbeitet. Aus schmalen Blattstreifen wurden und werden Schlafdecken, Fächer, Sandalen, Körbe usw. hergestellt (in Hawaii: Lauhala), heute besonders für Touristen. 
Die essbaren Fruchtverbände werden nur gekocht genossen. Auch die Samen sind essbar, wie auch die Blütenknospen und Blüten.
Aus den Blüten wird eine duftende Flüssigkeit destilliert (Kewra), sie wird zum Aromatisieren von Desserts und Drinks verwendet.